# Río Tokachi

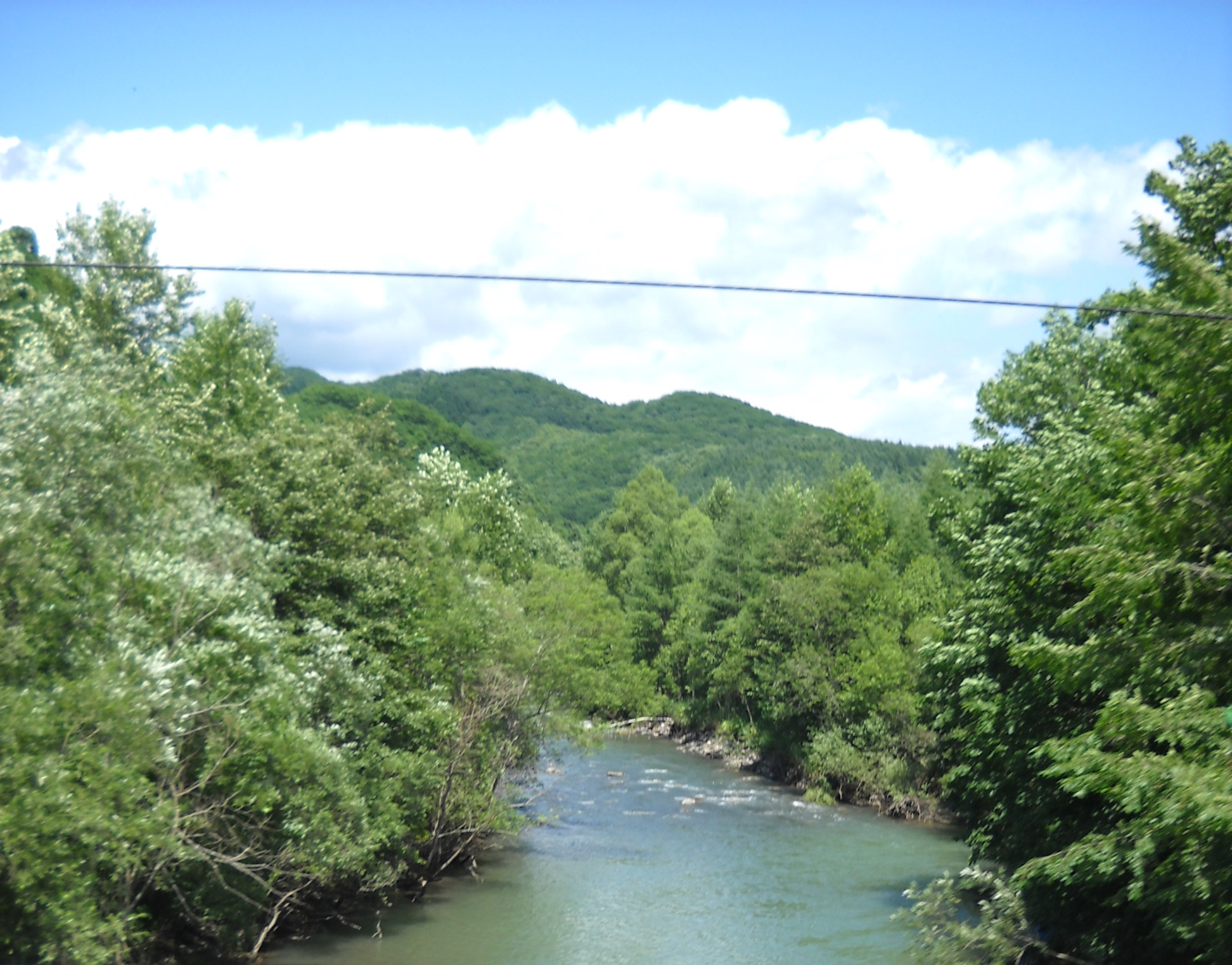
Vista del río Tokachi cerca de su nacimiento por Shintoku, en Hokkaidō, Japón.

El río Tokachi (十勝川 Tokachi-gawa?) es una corriente fluvial que nace en Shintoku, en la isla de Hokkaidō, Japón y transcurre durante 156 km hasta el Océano Pacífico.

## Características

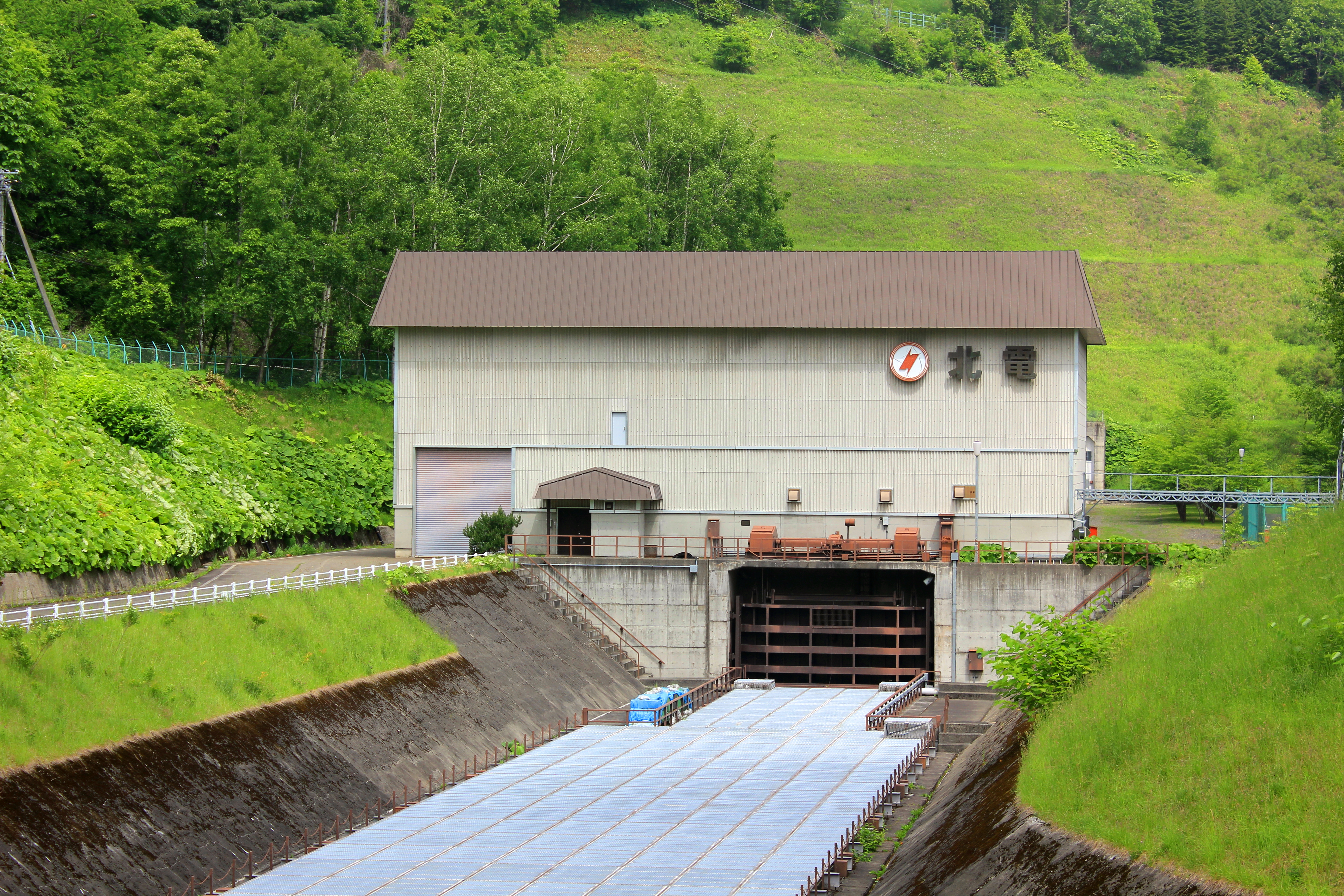
Estación hidroeléctrica en el río Tokachi.

El río Tokachi  nace en la población de Kamikawa, Nakagawa, en la isla de Hokkaidō Japón y discurre durante 156 km por los distritos de Kamikawa y Nakagawa para acabar desembocando en el Océano Pacífico.
En 1926 el volcán del monte homónimo entró en erupción provocando el fallecimiento de 144 personas asolando localidades por completo. Fue entonces cuando se planteó construir un dique para detener los flujos de lodo volcánico. Tras una nueva erupción en 1989, la Autoridad de Desarrollo de Hokkaidō construyó el dique con bloques de hormigón para intentar contrarrestar los corrimientos de flujos de lodo hacia las colina en Biei, en la isla japonesa.
En la actualidad, el dique situado en el río Tokachi es un lugar que atrae a visitantes de todas las zonas del mundo ya que el lago que se ha formado en su ámbito -conocido como Lago Azul- ha desarrollado un fuerte color azul turquesa del que no se sabe con exactitud que es lo que provoca está fuerte tonalidad. Expertos en la materia creen que el aluminio que existe en el fondo de las agua crea un coloide -una solución de partículas de forma dispersa y microscópica- que refleza la luminosidad del Sol de una manera extraña. No obstante, estas teorías no han sido aún demostradas.
Además, en el lago formado por las agua del río Tokachi, se han formado unos tipos de abedules que han crecido en el dique y toda la superficie del lago se congela en invierno, aumentado la atracción de los turistas en la zona.
En el río Tokachi se encuentra el puente más largo de Japón fabricado con la técnica del hormigón postesado. Este puente forma parte de la autovía Obihiro Hiroo Expressway y tiene una longitud de 610 metros.
Durante los meses de verano, en el río Tokachi se realizan diversas actividades de ocio como balsismo en embargaciones de goma, en Hokkaidō. A esta altura del río, la corriente discurre a través de una zona de montaña entre la naturaleza.